# Condado de Snohomish
El condado de Snohomish (en inglés: Snohomish County) fundado en 1861 es uno de los 39 condados en el estado estadounidense de Washington. En el 2010 el condado tenía una población de 711,100 habitantes en una densidad poblacional de 112 personas por km². La sede del condado es Everett.

## Geografía
Según la Oficina del Censo, el condado tiene un área total de 5688 km² (2196,1 mi²), de la cual 5410 km² (2088,8 mi²) es tierra y 277 km² (106,9 mi²) (4.89%) es agua.

### Condados adyacentes
- Condado de Skagit (norte)
- Condado de Chelan (este)
- Condado de King (sur)
- Condado de Island (oeste)

## Demografía
Según el censo de 2020, había 827 957 personas, 306 828 hogares y 211 519 familias que residían en el condado.
Según el censo de 2000, habían 606,024 personas, 224,852 hogares y 157,846 familias residiendo en la localidad. La densidad de población era de 112 hab./km². Había 236,205 viviendas con una densidad media de 44 viviendas/km². El 85.63% de los habitantes eran blancos, el 1.67% afroamericanos, el 1.36% amerindios, el 5.78% asiáticos, el 0.28% isleños del Pacífico, el 1.92% de otras razas y el 3.36% pertenecía a dos o más razas. El 4.72% de la población eran hispanos o latinos de cualquier raza.
Los ingresos medios por hogar en la localidad eran de $53,060 y los ingresos medios por familia eran $60,726. Los hombres tenían unos ingresos medios de $43,293 frente a los $31,386 para las mujeres. La renta per cápita para el condado era de $23,417. Alrededor del 6.90% de la población estaban por debajo del umbral de pobreza.

## Localidades

### Ciudades
Arlington | 
Bothell ‡ | 
Brier | 
Edmonds | 
Everett | 
Gold Bar | 
Granite Falls | 
Lake Stevens | 
Lynnwood | 
Marysville | 
Mill Creek | 
Monroe | 
Mountlake Terrace | 
Mukilteo | 
Snohomish | 
Stanwood | 
Sultan | 
Woodway 

### Pueblos
Darrington | 
Index 

### Lugares designados por el censo
Alderwood Manor | 
Arlington Heights | 
Bothell East | 
Bothell West | 
Bryant | 
Bunk Foss | 
Canyon Creek | 
Cathan | 
Cathcart | 
Cavalero | 
Chain Lake | 
Eastmont | 
Echo Lake | 
Esperance | 
Hat Island | 
High Bridge | 
John Sam Lake | 
Jordan Road-Canyon Creek | 
Lake Bosworth | 
Lake Cassidy | 
Lake Goodwin | 
Lake Ketchum | 
Lake Roesiger | 
Lake Stickney | 
Larch Way | 
Lochsloy | 
Machias | 
Maltby | 
Martha Lake | 
May Creek | 
Meadowdale | 
Mill Creek East | 
Monroe North | 
North Creek | 
North Lynnwood | 
North Marysville | 
North Stanwood | 
North Sultan | 
Northwest Snohomish | 
Oso | 
Paine Field | 
Picnic Point | 
Priest Point | 
Shaker Church | 
Silvana | 
Silver Firs | 
Sisco Heights | 
Smokey Point | 
Startup | 
Stimson Crossing | 
Sunday Lake | 
Swede Heaven | 
Three Lakes | 
Tulalip Bay | 
Verlot | 
Warm Beach | 
Weallup Lake | 
West Lake Stevens | 
Woods Creek 

### Áreas no incorporadas
Clearview | 
Elger Bay | 
Fobes Hill | 
Kennard Corner | 
Larimers Corner | 
Lowell | 
North Lakewood | 
Pinehurst | 
Queensborough | 
Seattle Heights | 
Trafton 

### Ríos
Snohomish | 
Skyomish | 
Pilchuck | 
Stillaguamish | 
Boulder 